# OZNA
O Departamento de Proteção do Povo, comumente conhecido pela sigla servo-croata OZNA (Odeljenje za zaštitu naroda), foi a polícia secreta da República Socialista Federativa da Iugoslávia que existiu entre 1944 e 1946.

## Fundação
O OZNA foi fundada em 13 de maio de 1944, por decisão de Josip Broz Tito  e sob a liderança de Aleksandar Ranković (Nom de guerre Marko), um alto membro do Politburo até sua queda em 1966, e um colaborador próximo de Josip Broz Tito.
Em 24 de maio de 1944, apenas um dia antes da Operação Rösselsprung, Tito assinou o Regulamento dos Tribunais Militares (em servo-croata: Uredba o vojnim sudovima NOVJ), que no artigo 27º dispõe que o tribunal decide se o acusado é culpado ou não com base na sua livre apreciação, independentemente das provas.  Com base nas investigações realizadas pela OZNA, os tribunais militares chegaram às suas decisões. 

## Função
Até o OZNA ser criado, as tarefas de inteligência e segurança eram realizadas por diversas organizações. Na primavera de 1944, as tarefas foram realizadas pela Seção de Proteção de Pessoas na Bósnia (Central e Ocidental), parte da Croácia e Voivodina; os Centros de Inteligência Territorial na Croácia, Voivodina e Montenegro; a Divisão de Inteligência da Seção de Assuntos Internos dentro da Presidência do Comitê Esloveno de Libertação Nacional na Eslovênia; e o Serviço de Inteligência dos Destacamentos Partisans na Sérvia Central, Macedônia e Kosovo. 

## Organização
A reorganização da inteligência e da segurança não conseguiu satisfazer as crescentes necessidades do Estado-Maior Supremo. A OZNA foi criada como uma entidade autônoma, uma organização militar cuja estrutura unitária e liderança centralizada deveriam garantir uma linha política dura nos serviços de inteligência e contrainteligência. Todas as tarefas do OZNA foram divididas em quatro grupos, cada um compreendendo uma unidade organizacional: 
- Inteligência sob Maks Baće
- Contrainteligência sob Pavle Pekić [sl]
- Segurança do Exército sob Jefto Šašić [sl]
- Técnico/Estatísticas sob Mijat Vuletić

A primeira seção (inteligência) organizou atividades de inteligência em outros países, instituições estatais inimigas e territórios ocupados. Recrutou agentes e os enviou para trabalhar fora das fronteiras do território libertado. Ela coletou informações sobre redes de agentes inimigos, polícia, máquinas estatais traidoras e unidades militares traiçoeiras. Este era essencialmente um serviço de inteligência ofensivo, direcionado contra países estrangeiros e territórios ocupados. 
A segunda seção (serviço de contrainteligência no território libertado) coletou informações de informantes confiáveis sobre grupos políticos que se juntaram ao movimento de libertação nacional ou permaneceram fora dele, sobre atividades de agentes inimigos e sobre grupos armados de traidores nacionais e quinta-colunistas. 
A terceira seção organizou a proteção de contrainteligência das forças armadas e atuou apenas no NOVJ e PO (Exército Popular de Libertação da Iugoslávia e Destacamentos Partisans). 
A quarta seção realizava tarefas estatísticas e técnicas, processava informações e mantinha registros. Esta seção também incluía fotografia especial, escrita secreta, centros de rádio e decodificadores. 
Uma quinta e sexta seções foram formadas na OZNA em março e abril de 1945. 
A quinta seção foi formada como um serviço de contrainteligência contra redes de agentes estrangeiros na Iugoslávia; isto é, serviços de inteligência estrangeiros. (Em 1946, esta seção se fundiu com a nova terceira seção, que foi criada depois que o serviço de contrainteligência militar se tornou independente). 
A sexta seção realizou tarefas relacionadas à proteção de contrainteligência do transporte, mas foi absorvida logo após sua criação pelo segundo setor. 

## Atividades
Quando o Exército de Libertação Nacional mudou seu nome para Exército Iugoslavo (JA) em 1º de março de 1945, a OZNA da Iugoslávia Federal Democrática proclamou por diretiva especial (24 de março de 1945) uma nova organização do JA – OZNA. A OZNA estava no comando direto da proteção de contrainteligência de postos de comando, instituições e unidades militares. Seções foram criadas dentro de corpos independentes. Esta terceira seção da OZNA esteve em vigor até o final de julho de 1945. 
As partes "militar" e "civil" do OZNA começaram a se separar em 1945 e se dividiram em março de 1946. Naquela época, as novas organizações dissidentes, a Diretoria Administrativa de Segurança do JA – KOS (Kontra-Obaveštajna Služba) foi formada a partir da parte militar e a Diretoria de Segurança do Estado (UDBA) a partir de sua contraparte civil. 
Como o OZNA ficou sem sua terceira seção depois que o serviço de contrainteligência militar se tornou independente, ela formou uma nova terceira seção desconectada da anterior. Concentrou-se inicialmente na reconstrução e nas operações de combate ao serviço de inteligência alemão (especialmente a Gestapo). Mais tarde, a terceira seção assumiu as operações de todos os serviços de inteligência estrangeiros, fronteiras e tráfego de estrangeiros (que eram essencialmente tarefas da quinta seção). 
A quarta seção continuou arquivando informações que vinham coletando dentro do OF VOS desde 1941. Dos arquivos de informações iniciais sobre 4.000 pessoas, até o final da guerra, o número havia aumentado para 17.750. 
A OZNA era liderada por um chefe diretamente subordinado ao Comandante Supremo do Exército Iugoslavo, Marechal Josip Broz Tito. 

### Assassinatos em massa dos "inimigos do povo"
Ao longo de sua existência, a OZNA utilizou práticas ilegais que incluíam assassinatos em massa ocasionais de "inimigos do povo", sob a justificativa de conduzir a "revolução". Os "inimigos do povo" incluíam não apenas forças anticomunistas locais, mas também indivíduos notáveis que não apoiavam os comunistas,  colaboradores das potências ocupantes do Eixo,   indivíduos ricos, membros capturados das Forças Armadas Croatas (Estado Independente da Croácia) e representantes de organizações religiosas, independentemente da sua religião específica, etc.  Este período também foi caracterizado pela presença de fortes grupos armados anticomunistas e fascistas na Sérvia central, Kosovo, Bósnia-Herzegovina, Croácia e Eslovénia. Alguns representavam um sério desafio às novas autoridades comunistas.  No combate aos grupos armados anticomunistas, o OZNA e o KNOJ assassinaram prisioneiros sem qualquer investigação ou julgamento, assassinando por vezes também civis a eles associados.  A maioria das atrocidades cometidas pelos comunistas foram escondidas do público durante o período do RSFI. 
O Governo da Sérvia e seu Ministério da Justiça criaram a comissão para pesquisar atrocidades cometidas por membros do Movimento Partisan Iugoslavo depois que eles ganharam o controle da Sérvia no outono de 1944. O relatório desta comissão apresentou uma lista de 59.554 mortes registadas após a vitória comunista na Sérvia desde o Outono de 1944, que morreram por várias razões. 